# Pointe de Langoz

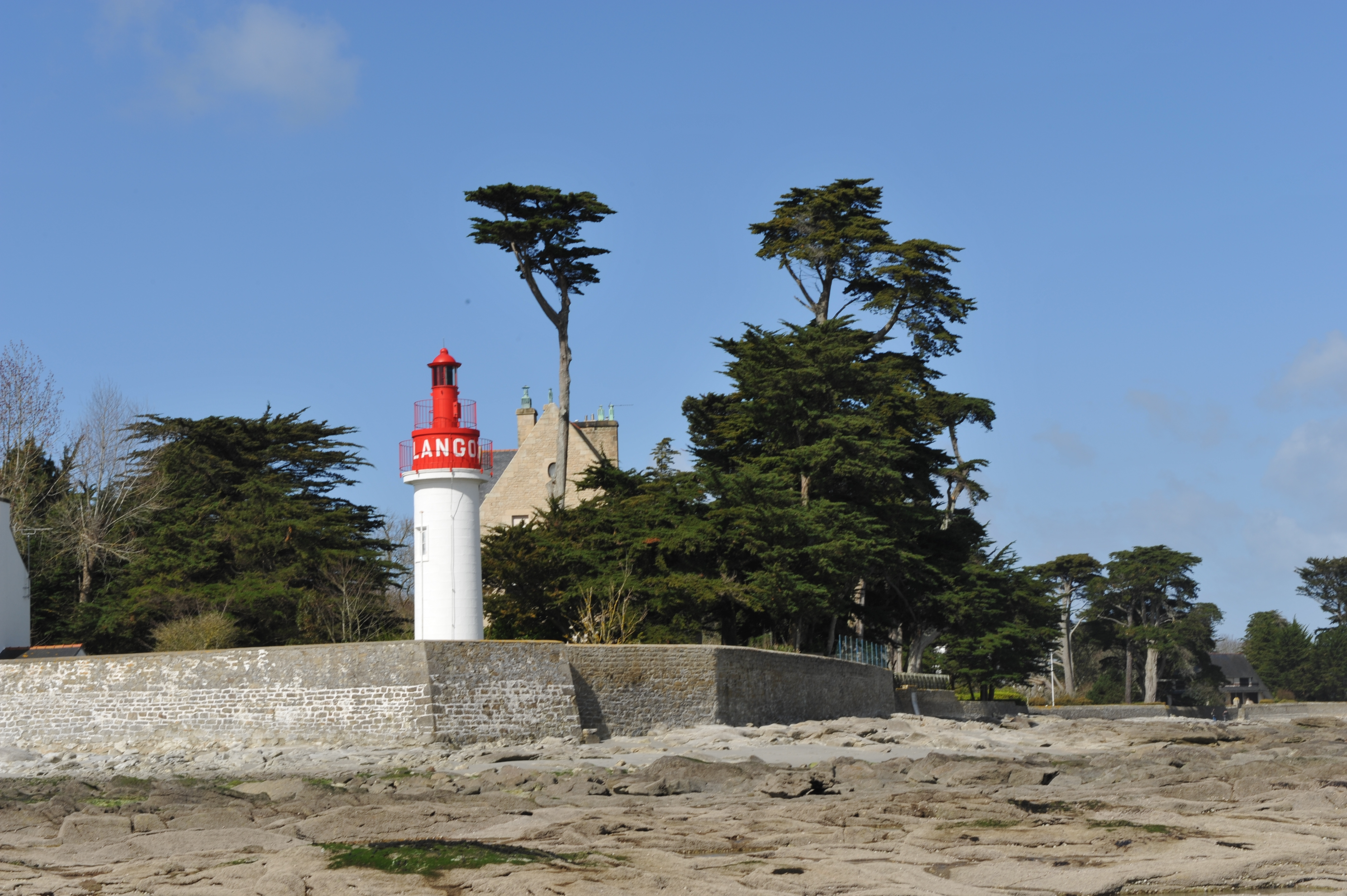
Pointe de Langoz mit Leuchtturm

Die Pointe de Langoz ist ein flaches felsiges Kap an der Südküste des Bigoudenlands. Die Landspitze gehört zur Gemeinde Loctudy im Département Finistère in der Bretagne und liegt gegenüber der Halbinsel Île-Tudy.
Auf der Pointe de Langoz steht der Leuchtturm Phare de Langoz. Er wurde im 1863 in Auftrag gegeben und ist seit 2004 automatisiert. Hinter dem Leuchtturm steht mit dem Château de Langoz ein Schloss aus dem 4. Quartal des 19. Jahrhunderts. Im Südwesten schließt sich der Strand Plage de Langoz an.